# Österreichischer Frauen-Fußballcup 2015/16
Der Österreichische Frauen-Fußballcup wurde in der Saison 2015/16 zum 42. Mal ausgespielt. Als ÖFB-Ladies-Cup wurde er vom Österreichischen Fußballbund zum 24. Mal durchgeführt und begann am 9. September 2015 mit der ersten Runde und endete am 22. Mai 2016 mit dem Finale im Ertl Glas-Stadion in Amstetten. Den Pokal ging zum 4. Mal in Folge an den FSK St. Pölten-Spratzern.

## Teilnehmende Mannschaften
Für den österreichischen Frauen-Fußballcup haben sich anhand der Teilnahme der Ligen der Saison 2015/16 folgende 32 Mannschaften, die nach der Saisonplatzierung der ÖFB Frauen-Bundesliga 2014/15 und der 2. Liga Mitte/West 2014/15 und der 2. Liga Ost/Süd 2014/15 geordnet sind, qualifiziert. Teams, die als durchgestrichen gekennzeichnet sind, nahmen am Wettbewerb aus diversen Gründen nicht am Wettbewerb teil oder sind zweite Mannschaften und spielten daher nicht um den Pokal mit. Weiters konnten noch der Landescupsieger, der Landesmeister oder auch Vertreter der Saison 2014/15 teilnehmen.
| ÖFB Frauen-Bundesliga (10) | 2. Liga Mitte/West (5) | 2. Liga Ost/Süd (5) |
| --- | --- | --- |
| - FSK St. Pölten-Spratzern (NÖ) (C) - SV Neulengbach (NÖ) - SK Sturm Graz (ST) - FC Wacker Innsbruck (T) - DFC LUV Graz (ST) - Union Kleinmünchen (OÖ) - SKV Altenmarkt (NÖ) - FC Südburgenland (B) - USC Landhaus (W) - Carinthians Soccer Women (K) (RG) | - FC Bergheim Damen (S) (RV) - RW Rankweil (V) - Union Geretsberg (OÖ) - Heeres SV Wals (S) - FFC Vorderland (OÖ) - Sportunion Wolfern (OÖ) - FC Wacker Innsbruck II (T) | - ASK Erlaa (W) (A) - FSK St. Pölten-Spratzern II (NÖ) - SV Neulengbach II (NÖ) - Wiener Neustadt SC (NÖ) - USC Landhaus II (W) - FC Südburgenland II (B) - SKV Altenmarkt II (OÖ) - SK Sturm Graz II (ST) - 1. DFC Leoben (ST) - SPG FC Feldkirchen/SV Magdalensberg (K) - FC Altera Porta (OÖ) (RG) - UDFC Hof bei Straden (ST) (RG) |
| Landescupsieger, Meister oder Meistervertreter aus der Landesliga (12) | | |
| - SC Neusiedl/See 1919 (B) (L9-W) - SV Spittal/Drau/SV Rothenthurn (K) (L2) (RV) - FSG Eggendorf/SV Kottingbrunn (NÖ) (L2) (RV) - SV Furth (NÖ) (L3) - SC Schwarzenbach (NÖ) (L7) | - Union Geretsberg (OÖ) (LC) - Union Kleinmünchen II (OÖ) (LM) - FC Bergheim Damen II (S) (LM) - FC Pinzgau Saalfelden (S) (L2) - UDFC Hof bei Straden (ST) (LC) (LM) siehe 2. Liga Ost/Süd - SV Wildcats Krottendorf (ST) (L2) - SC St. Ruprecht/Raab (ST) (L3) - USV Hatzendorf (ST) (L7) | - SSV Neustift (T) (LM) - SV Haiming (T) (L3) - RW Rankweil (V) (LC), siehe 2. Liga Mitte/West - FC Alberschwende (V) (LM) - USC Landhaus III (W) (LC) - FC Altera Porta (W) (LM) siehe 2. Liga Ost/Süd - MFFV ASKÖ 23 (W) (L3) |
| Erläuterungen Länderkürzel: (B): Burgenland, (K): Kärnten, (NÖ): Niederösterreich, (OÖ): Oberösterreich, (S): Salzburg, (ST): Steiermark, (T): Tirol, (V): Vorarlberg, (W): Wien; Vereins-Landes-Bewerbserfolg: (LC): Landescupsieger, (LCF): Landescupfinalist, (LM): Landesmeister, (Lx): x. Platz der Landesliga, (LN): Landesliga-Aufsteiger, (..-x): x Landesliga siehe Länderkürzel | | |

| (C) | amtierender Cupsieger 2014/15    |
| (A) | Absteiger der Saison 2015/16     |
| (N) | Neuaufsteiger der Saison 2015/16 |

## Turnierverlauf

### 1. Cuprunde
Am Montag, dem 24. August wurden die Begegnungen der ersten beiden Runde des Ladies Cup 2015/16 im Rahmen der Sitzung der Cupkommissionen ermittelt. Spieltermin für die 1. Runde waren der 9., 19. und 20. September.
| Datum                   |                                     | Ergebnis             |                               |
| ----------------------- | ----------------------------------- | -------------------- | ----------------------------- |
| 09.09.2015 um 20:00 Uhr | MFFV ASKÖ 23                        | 1:19 (1:8)           | SV Neulengbach                |
| 10.09.2015 um 19:30 Uhr | Wiener Neustadt SC                  | 0:3 1CR1             | FSK St. Pölten-Spratzern      |
| 12.09.2015 um 15:30 Uhr | UDFC Hof bei Straden                | 2:5 (2:1)            | DFC LUV Graz                  |
| 19.09.2015 um 15:00 Uhr | SV Spittal/Drau/SV Rothenthurn      | 0:2 (0:0)            | Union Kleinmünchen            |
| 19.09.2015 um 15:00 Uhr | SV Furth                            | 0:3 (0:1)            | SKV Altenmarkt                |
| 19 09.2015 um 17:00 Uhr | SSV Neustift                        | 0:6 (0:5)            | FC Alberschwende              |
| 20.09.2015 um 11:30 Uhr | RW Rankweil                         | 3:1 (1:0)            | FFC Vorderland                |
| 20.09.2015 um 12:00 Uhr | FC Altera Porta                     | 1:8 (1:4)            | ASK Erlaa                     |
| 20.09.2015 um 14:00 Uhr | SPG FC Feldkirchen/SV Magdalensberg | 1:5 (0:4)            | SK Sturm Graz                 |
| 20.09.2015 um 14:00 Uhr | FC Bergheim Damen                   | 9:0 (4:0)            | FC Pinzgau Saalfelden         |
| 20.09.2015 um 14:00 Uhr | Heeres SV Wals                      | 1:2 (0:2)            | Sportunion Wolfern            |
| 20.09.2015 um 14:30 Uhr | SV Wildcats Krottendorf             | 2:0 (0:0)            | Carinthians Soccer Women      |
| 20.09.2015 um 15:00 Uhr | Wiener Sportklub                    | 0:1 (0:0)            | FSG Eggendorf/SV Kottingbrunn |
| 20.09.2015 um 15:00 Uhr | SC St. Ruprecht/Raab                | 2:3 n. V. (1:1, 0:0) | FC Südburgenland              |
| 20.09.2015 um 15:45 Uhr | SC Schwarzenbach                    | 2:3 (1:3)            | USC Landhaus                  |
| 20.09.2015 um 17:00 Uhr | SV Haiming                          | 0:7 (0:4)            | FC Wacker Innsbruck           |

### 2. Cuprunde
Die Spielpaarungen der 2. Runde fanden am 18. Oktober 2015, am 26. Oktober 2015 und am 14. November 2015 statt.
| Datum                   |                               | Ergebnis              |                          |
| ----------------------- | ----------------------------- | --------------------- | ------------------------ |
| 18.10.2015 um 11:00 Uhr | RW Rankweil                   | 0:0 n. V. (4:1 i. E.) | SKV Altenmarkt           |
| 18.10.2015 um 12:00 Uhr | ASK Erlaa                     | 4:3 (1:2)             | FC Südburgenland         |
| 18.10.2015 um 13:00 Uhr | SV Wildcats Krottendorf       | 0:17 (0:12)           | SK Sturm Graz            |
| 18.10.2015 um 13:30 Uhr | Sportunion Wolfern            | 0:6 (0:5)             | FSK St. Pölten-Spratzern |
| 18.10.2015 um 14:00 Uhr | FC Bergheim Damen             | 2:3 (0:2)             | FC Wacker Innsbruck      |
| 18.10.2015 um 15:30 Uhr | FSG Eggendorf/SV Kottingbrunn | 0:4 (0:1)             | USC Landhaus             |
| 26.10.2015 um 10:30 Uhr | FC Alberschwende              | 0:5 (0:2)             | Union Kleinmünchen       |
| 14.11.2015 um 13:00 Uhr | DFC LUV Graz                  | 0:1 (0:0)             | SV Neulengbach           |

### Viertelfinale
| Datum                   |                     | Ergebnis  |                          |
| ----------------------- | ------------------- | --------- | ------------------------ |
| 12.03.2016 um 14:00 Uhr | FC Wacker Innsbruck | 4:0 (0:0) | RW Rankweil              |
| 13.03.2016 um 13:00 Uhr | ASK Erlaa           | 0:6 (0:2) | SV Neulengbach           |
| 13.03.2016 um 14:00 Uhr | USC Landhaus        | 0:1 n. V. | SK Sturm Graz            |
| 13.03.2016 um 14:00 Uhr | SK Sturm Graz       | 1:3 (1:1) | FSK St. Pölten-Spratzern |

### Halbfinale
| Datum                   |                     | Ergebnis  |                          |
| ----------------------- | ------------------- | --------- | ------------------------ |
| 30.04.2016 um 15:00 Uhr | SV Neulengbach      | 5:1 (1:0) | SK Sturm Graz            |
| 01.05.2016 um 11:00 Uhr | FC Wacker Innsbruck | 0:5 (0:4) | FSK St. Pölten-Spratzern |

### Finale
Das Finale wurde im Ertl Glas-Stadion, Amstetten in Niederösterreich vor 800 Zuschauern ausgetragen.
| 22.05.2016 um 16:00 Uhr  | FSK St. Pölten-Spratzern | 1:0 (0:0) | SV Neulengbach |
| Tor: 1:0 Fanni Vago(85.) |                          |           |                |

## Torschützenliste
In der Torschützenliste des ÖFB Ladies-Cup belegte Stefanie Kremener vom SV Neulengbach den ersten Platz.
| Pl. | Nat.       | Spieler             | Verein              | Tore |
| --- | ---------- | ------------------- | ------------------- | ---- |
| 01. | Osterreich | Stefanie Kremener   | SV Neulengbach      | 7    |
| 02. | Osterreich | Maria Gstöttner     | SV Neulengbach      | 6    |
| 03. | Osterreich | Claudia Wasser      | SK Sturm Graz       | 5    |
| 04. | Osterreich | Manuela Lehnhart    | ASK Erlaa           | 4    |
| 04. | Osterreich | Melanie Fischer     | FC Wacker Innsbruck | 4    |
| 04. | Osterreich | Birgit Gumpenberger | SV Neulengbach      | 4    |